# Mike Penders
Mike Louis Penders (ur. 31 lipca 2005 w Maasmechelen) – belgijski piłkarz, występujący na pozycji bramkarza w francuskim klubie RC Strasbourg, z którego jest wypożyczony z angielskiej Chelsea.